# شیروکی بریگ
شیروکی بریگ (به لاتین: Široki Brijeg) یک شهر در بوسنی و هرزگوین است که در کانتون هرزگوین غربی واقع شده‌است.

## خصوصیات
شیروکی بریگ ۳۸۷٫۶ کیلومترمربع مساحت و ۲۹٬۸۰۹ نفر جمعیت دارد و ۳۱۲ متر بالاتر از سطح دریا واقع شده‌است.

## نگارخانه

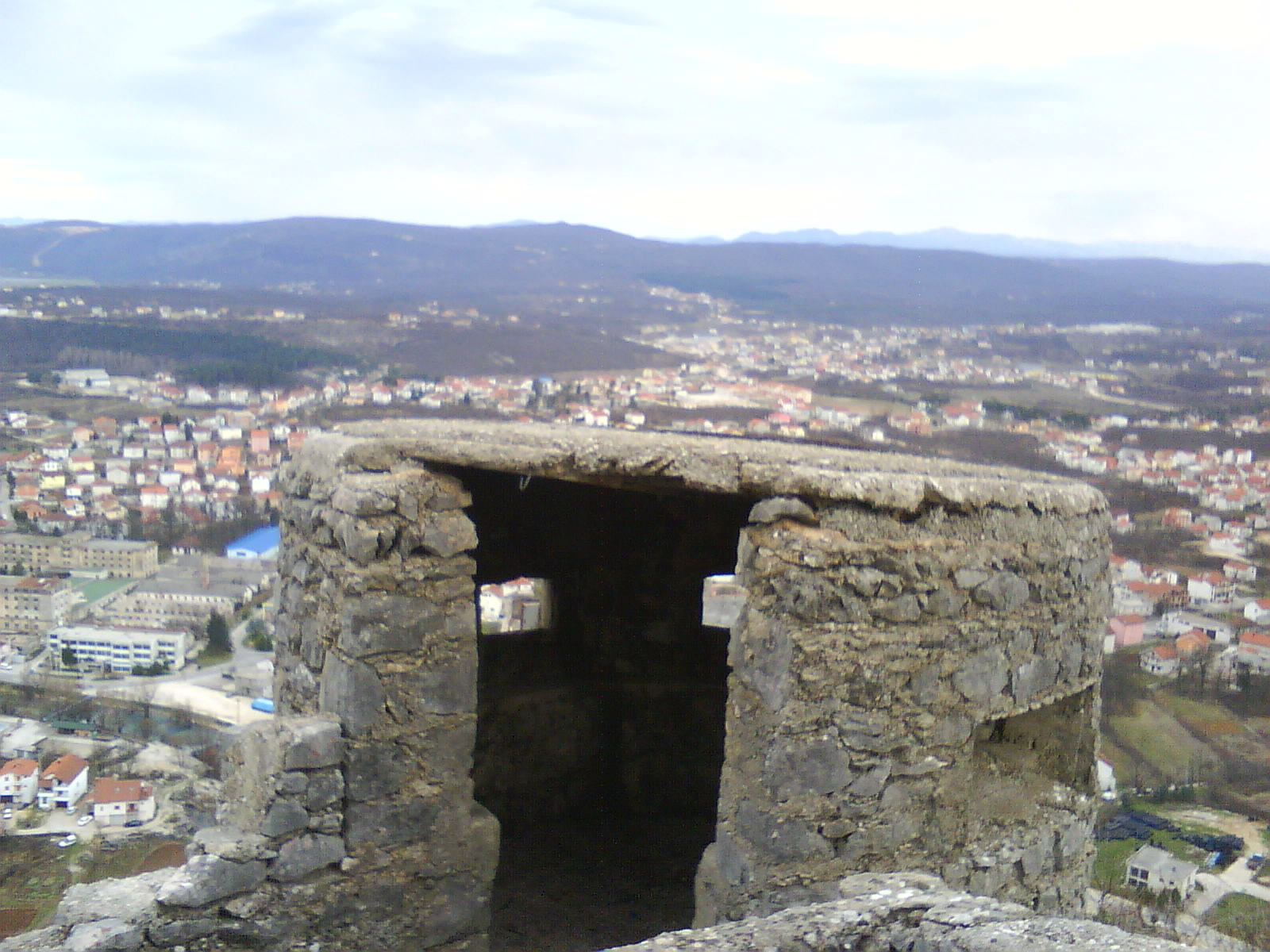
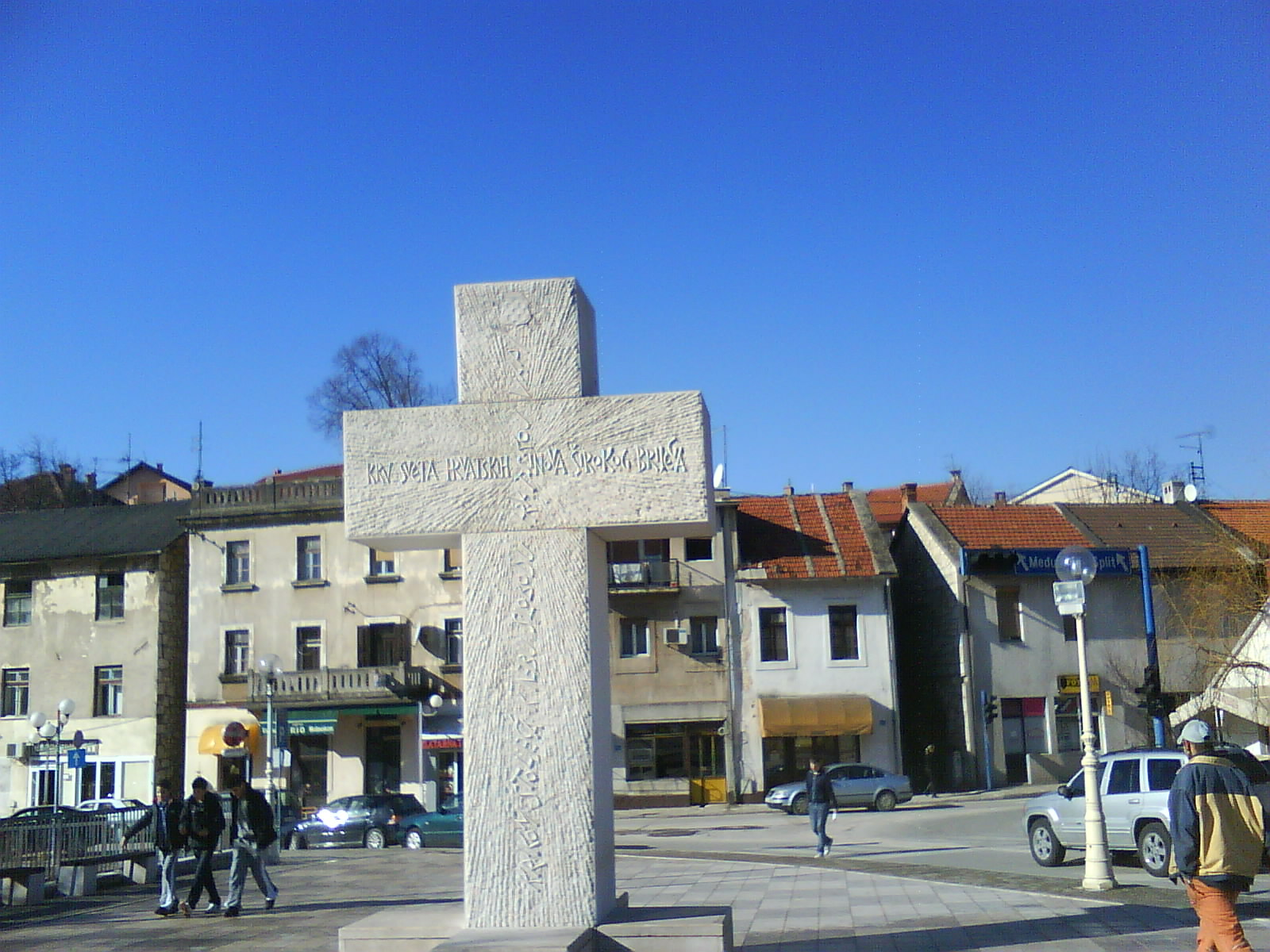
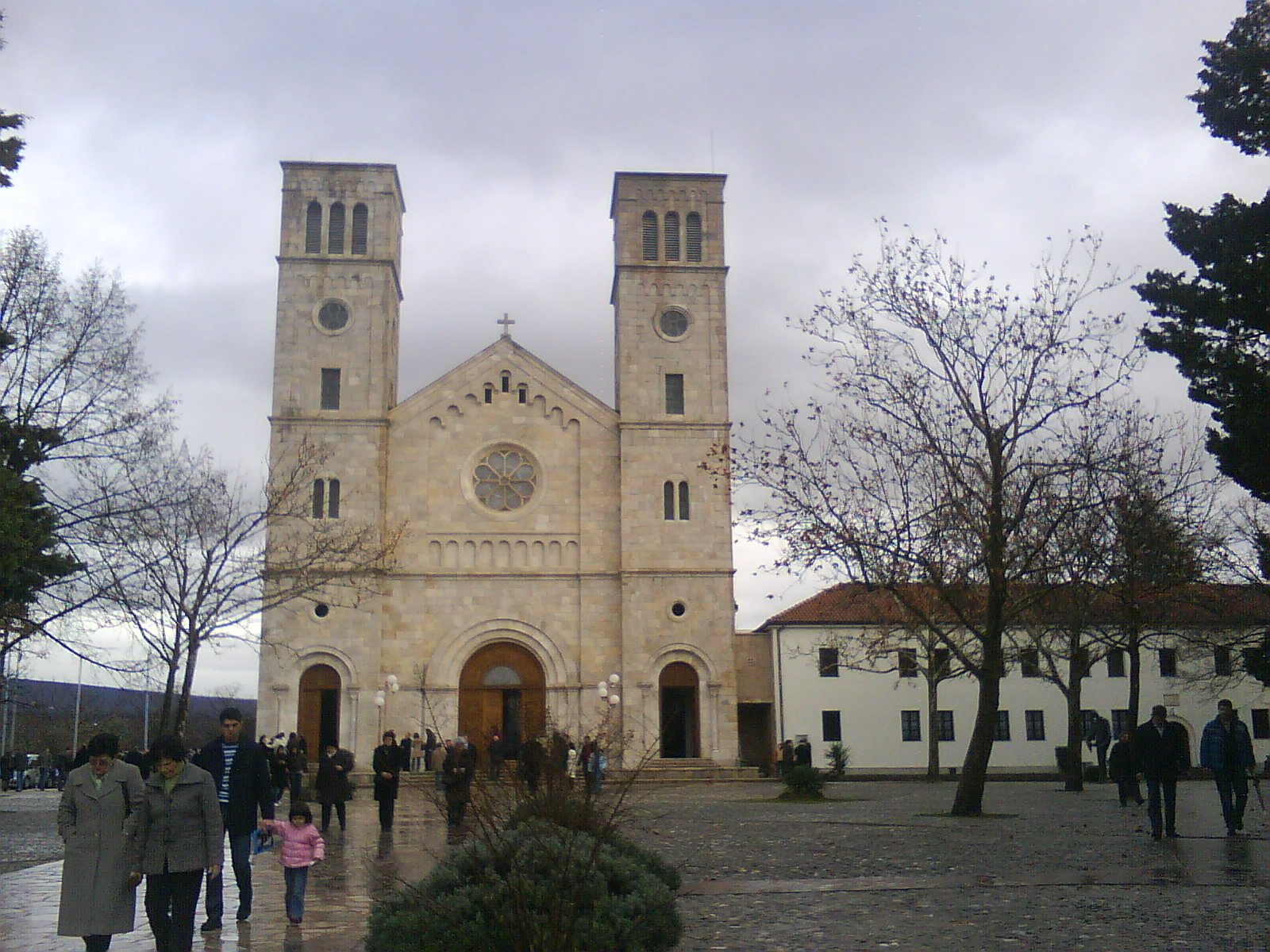

## شهرهای خواهرخوانده
- وینکوتسی، کرواسی